# Не той Париж
«Не той Париж» (англ. The Wrong Paris) — американська романтична кінокомедія, режисером якої виступила Джанін Деміан, з Мірандою Косґроув та Пірсоном Фодом у головних ролях. Прем’єра запланована на 12 вересня 2025 року на платформі Netflix.

## Сюжет
Самотня жінка бере участь у шоу знайомств, думаючи, що воно проходитиме в Парижі, Франція, але виявляє, що насправді воно знімається в Парижі, штат Техас.

## Акторський склад
- Міранда Косґроув — Дон[4]
- Пірсон Фод — Трей[4]
- Медісон Петтіс
- Торренс Кумбс
- Меделін Артур
- Френсіс Фішер
- Івонн Орджі
- Ганна Стокінґ
- Флоріан Гессік
- Найка Туссен
- Крістін Парк
- Вероніка Лонґ
- Емілія Баранак
- Ава Б'янкі
- Ерік Коул Сміт

## Виробництво
Режисером фільму для Netflix стала Джанін Деміан, сценарій написала Ніколь Генріх. Продюсери — Бред Кревой (MPCA) та Майкл Деміан.
Головні ролі виконують Міранда Косґроув і Пірсон Фод, також у фільмі знялися Торренс Кумбс, Медісон Петтіс, Френсіс Фішер, Івонн Орджі, Ганна Стокінг, Найка Туссен, Крістін Парк, Меделін Артур, Вероніка Лонґ, Емілія Баранак та Ава Б'янкі.
Основні зйомки проходили у вересні та жовтні 2024 року у Ванкувері та Аґассізі, провінція Британська Колумбія, Канада.